# Jahedpur
Jahedpur är en ort i Bangladesh. Den ligger i den nordöstra delen av landet, 180 km nordost om huvudstaden Dhaka. Jahedpur ligger 9 meter över havet och antalet invånare är 3 000.
Terrängen runt Jahedpur är mycket platt. Runt Jahedpur är det tätbefolkat, med 881 invånare per kvadratkilometer.. Det finns inga andra samhällen i närheten.
Trakten runt Jahedpur består till största delen av jordbruksmark.